# Florencia (keresztnév)
A Florencia  a latin Florentius férfinév női párja. Az alapszó jelentése virágzó.

## Rokon nevek
- Floransz:[1] a Florencia francia változata.[2]
- Florentina

## Gyakorisága
Az 1990-es években a Florencia és a Floransz szórványos név, a 2000-es években nem szerepelnek a 100 leggyakoribb női név között.

## Névnapok
Florencia, Floransz
- június 20.[2]
- szeptember 27.[2]
- november 10.[2]

## Híres névviselők
- „Florencia” utónevű személyek szócikkeinek listája a Wikidata alapján
- „Florence” utónevű személyek szócikkeinek listája a Wikidata alapján